# Гетто в Журавичах (Гомельская область)
Гетто в Жура́вичах (Гомельская область) (август-ноябрь 1941) — еврейское гетто, место принудительного переселения евреев деревни Журавичи Рогачёвского района Гомельской области и близлежащих населённых пунктов в процессе преследования и уничтожения евреев во время оккупации территории Белоруссии войсками нацистской Германии в период Второй мировой войны.

## Оккупация Журавичей и создание гетто
В 1939 году в деревне Журавичи евреев было 646 из 2397 жителей.
14 августа 1941 года была захвачена немецкими войсками, и оккупация продлилась 2 года и 3 месяца — до 25 (27) ноября 1943 года.
Реализуя нацистскую программу уничтожения евреев, немцы создавали гетто почти во всех городах и населённых пунктах Беларуси, где проживало еврейское население. Так и в Журавичах вскоре после оккупации евреев деревни согнали в гетто, которое организовали на территории хутора Прогресс.

## Уничтожение гетто
В ноябре 1941 года (24 декабря 1941 года, 1 января 1942 года) во время последней «акции» (таким эвфемизмом нацисты называли организованные ими массовые убийства) все оставшиеся ещё евреи — 131 (120, 171) человек — были убиты. Немцы согнали их в колхозный сарай, и оттуда уводили на расстрел в лес в урочище Старина возле деревни Хатовня.

## Случаи спасения
Во время расстрела местная жительница Варка Винникова спрятала двух детей, у которых отец Хаим был евреем, а мать Лена — русской. Хаима расстреляли, а дети остались живы.

## Память
После войны во время строительства бани были найдены кости евреев, убитых на этом месте. Местный еврей Гирша подзахоронил эти кости на месте расстрела.
Опубликованы неполные списки жертв геноцида евреев в Журавичах.
На месте расстрела в урочище Старина в начале 1990-х годов (в 1969 году) был установлен памятник, который в 2015 году был заменён на новый. Всего на территории хутора Прогресс были убиты 243 еврея.